# Halowe Mistrzostwa Europy w Lekkoatletyce 1971 – bieg na 60 m mężczyzn
Bieg na 60 metrów mężczyzn – jedna z konkurencji biegowych rozgrywanych podczas halowych lekkoatletycznych mistrzostw Europy w hali Festiwalna w Sofii. Eliminacje, półfinały i bieg finałowy zostały rozegrane 13 marca 1971. Zwyciężył reprezentant Związku Radzieckiego Wałerij Borzow, który tym samym obronił tytuł zdobyty na poprzednich mistrzostwach.

## Rezultaty

### Eliminacje
Rozegrano 3 biegi eliminacyjne, do których przystąpiło 16 biegaczy. Awans do półfinału dawało zajęcie jednego z pierwszych czterech miejsc w swoim biegu (Q).
Opracowano na podstawie materiału źródłowego.
Bieg 1
| Miejsce | Zawodnik                | Czas | Uwagi |
| ------- | ----------------------- | ---- | ----- |
| 1       | Wałerij Borzow          | 6,8  | Q     |
| 2       | Wasilis Papajeorgopulos | 6,8  | Q     |
| 3       | Zenon Nowosz            | 6,8  | Q     |
| 4       | Alain Sarteur           | 6,8  | Q     |
| 5       | Gernot Hirscht          | 6,8  |       |

Bieg 2
| Miejsce | Zawodnik         | Czas | Uwagi |
| ------- | ---------------- | ---- | ----- |
| 1       | Manfred Kokot    | 6,7  | Q     |
| 2       | Jobst Hirscht    | 6,7  | Q     |
| 3       | Georgi Jowczew   | 6,8  | Q     |
| 4       | Boris Izmiestiew | 6,9  | Q     |
| 5       | Gert Herunter    | 6,9  |       |

Bieg 3
| Miejsce | Zawodnik            | Czas | Uwagi |
| ------- | ------------------- | ---- | ----- |
| 1       | Aleksandr Kornieluk | 6,8  | Q     |
| 2       | Romain Roels        | 6,9  | Q     |
| 3       | Barrie Kelly        | 6,9  | Q     |
| 4       | Petr Utěkal         | 7,0  | Q     |
| 5       | Fernando Escrivá    | 7,0  |       |
| 6       | Georg Regner        | 7,1  |       |

### Półfinały
Rozegrano 2 biegi półfinałowe, w których wystartowało 12 biegaczy. Awans do finału dawało zajęcie jednego z trzech pierwszych miejsc w swoim biegu (Q).
Opracowano na podstawie materiału źródłowego.
Bieg 1
| Miejsce | Zawodnik                | Czas | Uwagi |
| ------- | ----------------------- | ---- | ----- |
| 1       | Manfred Kokot           | 6,7  | Q     |
| 2       | Aleksandr Kornieluk     | 6,8  | Q     |
| 3       | Wasilis Papajeorgopulos | 6,8  | Q     |
| 4       | Barrie Kelly            | 6,8  |       |
| 5       | Romain Roels            | 6,8  |       |
| –       | Georgi Jowczew          | DQ   |       |

Bieg 2
| Miejsce | Zawodnik         | Czas | Uwagi |
| ------- | ---------------- | ---- | ----- |
| 1       | Jobst Hirscht    | 6,7  | Q     |
| 2       | Wałerij Borzow   | 6,7  | Q     |
| 3       | Boris Izmiestiew | 6,8  | Q     |
| 4       | Zenon Nowosz     | 6,9  |       |
| 5       | Alain Sarteur    | 7,0  |       |
| 6       | Petr Utěkal      | 7,0  |       |

### Finał
Opracowano na podstawie materiału źródłowego.
| Miejsce | Zawodnik                | Czas | Uwagi |
| ------- | ----------------------- | ---- | ----- |
| 1       | Wałerij Borzow          | 6,6  | =     |
| 2       | Jobst Hirscht           | 6,7  |       |
| 3       | Manfred Kokot           | 6,8  |       |
| 4       | Boris Izmiestiew        | 6,8  |       |
| 5       | Wasilis Papajeorgopulos | 6,8  |       |
| 6       | Aleksandr Kornieluk     | 6,9  |       |